# Émir de Kano

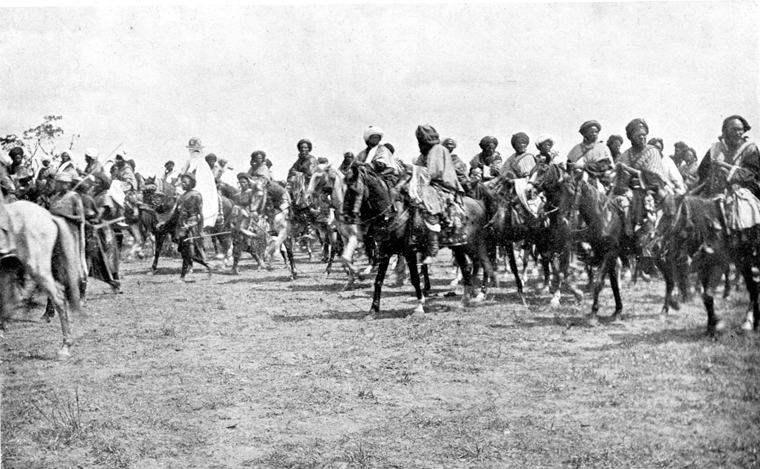
L'émir de Kano à la tête de ses cavaliers, en 1911.

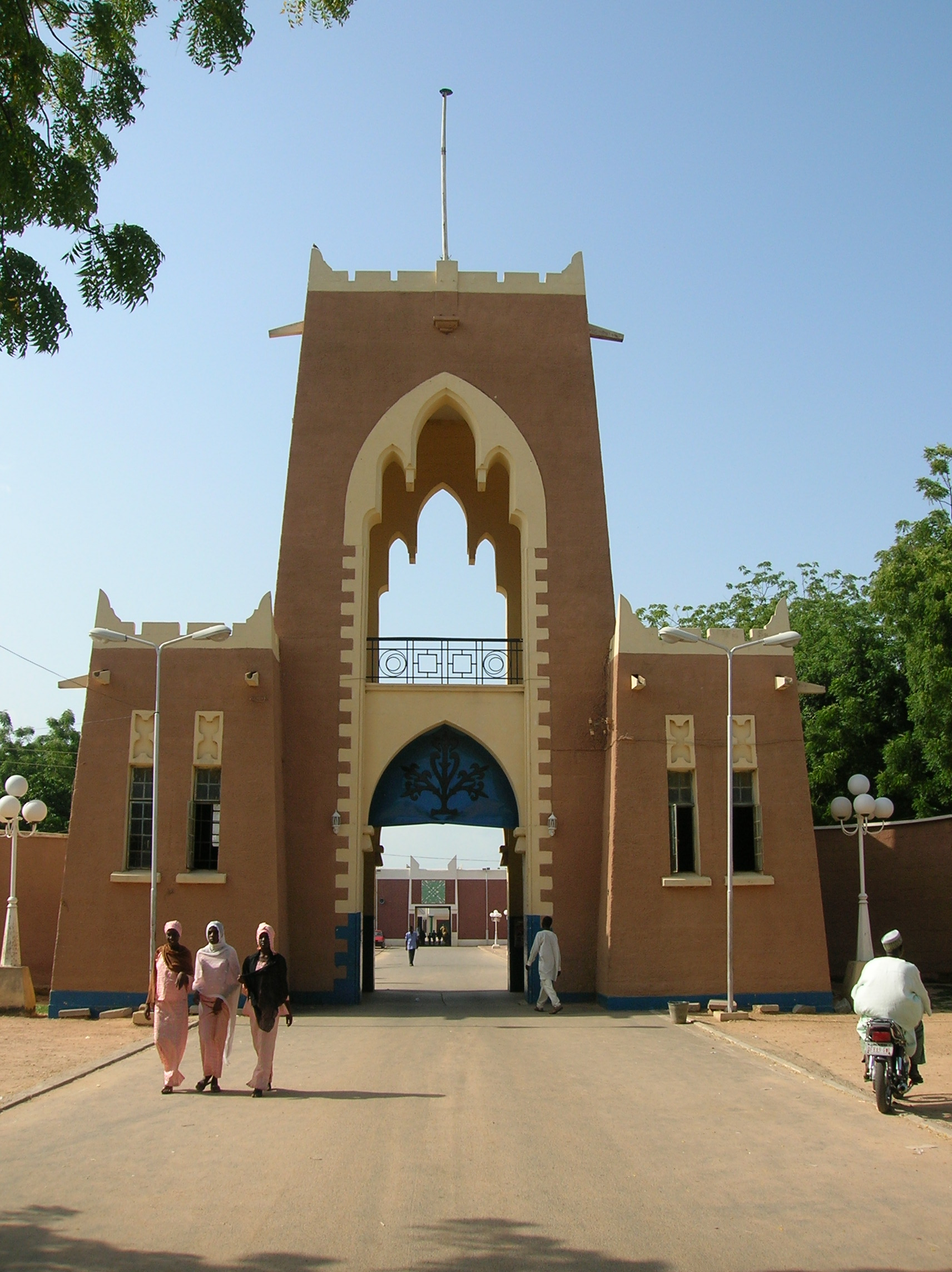
Le portail du palais de l'émir à Kano.

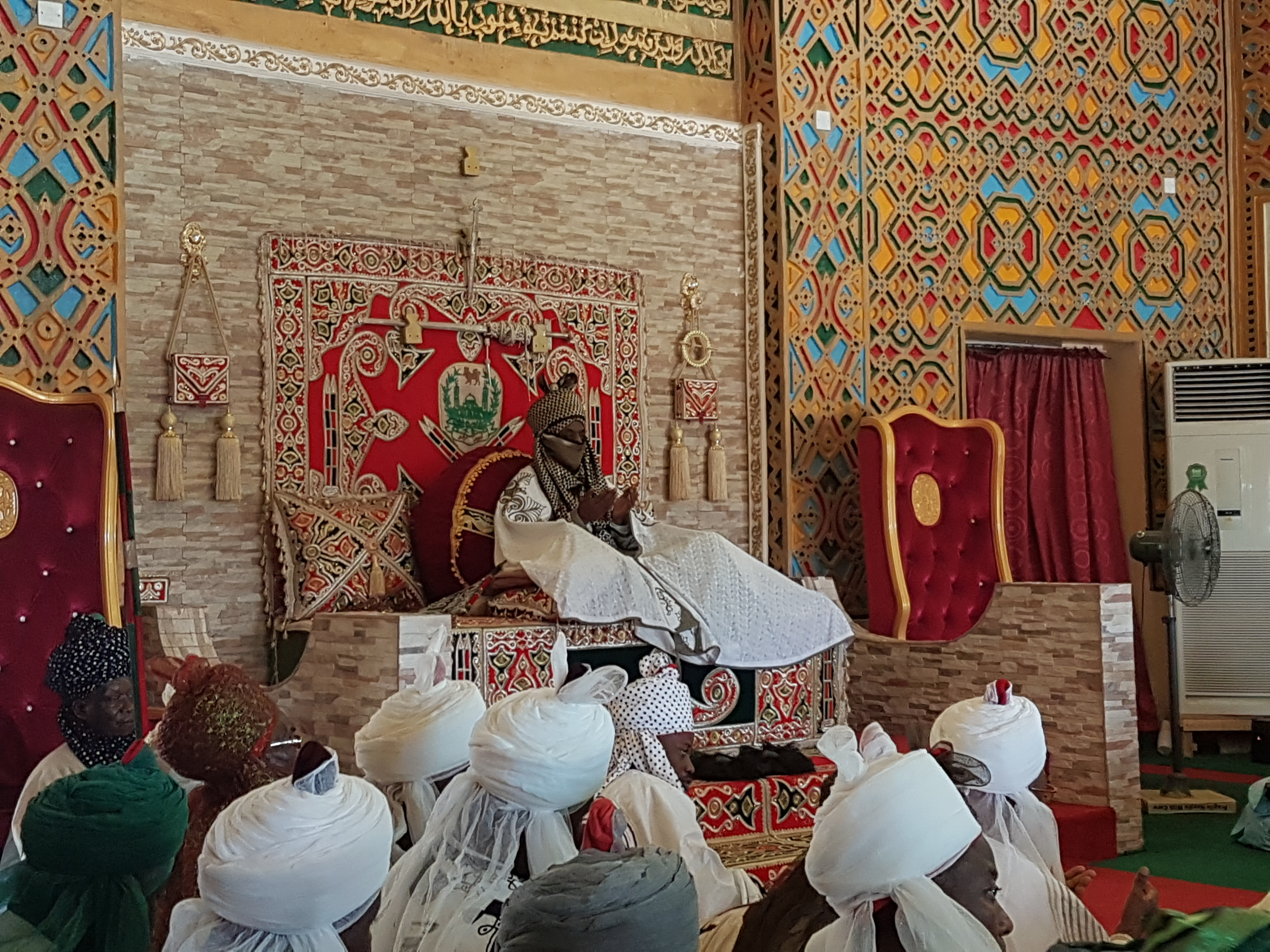
L'émir de Kano Muhammad Sanusi II sur son trône avant le durbar de septembre 2016.

L'émir de Kano est le souverain de Kano, dans l'État de Kano, au nord de l'actuel Nigeria.

## Émirs
Ado Bayero, né à Kano en 1930 et mort le 6 juin 2014, est émir de Kano de 1963 à sa mort.
Son successeur est son neveu, Muhammad Sanusi II, nommé par le gouverneur de l'État Rabiu Kwankwaso. Ce dernier est destitué le 9 mars 2020 et remplacé à cette date par son cousin, Aminu Ado Bayero (en), fils du défunt émir Ado Bayero.
Le 26 mai 2024, Sanusi II est reinstallé au rang d'émir de Kano après une modification de la loi de l'État de Kano par le gouverneur Abba Kabir Yusuf (en). Cependant, deux procès se déroulent en même temps, au niveau de l'État et au niveau fédéral pour confirmer qui est l'émir légitime.